# Canton d'Ennezat
Le canton d'Ennezat est une ancienne division administrative française située dans le département du Puy-de-Dôme en région Auvergne.

## Géographie
Ce canton est organisé autour d'Ennezat dans l'arrondissement de Riom. Son altitude varie de 290 m (Saint-Laure) à 366 m (Chavaroux) pour une altitude moyenne de 319 m.

## Histoire
- De 1833 à 1848, les cantons de Randan et d'Ennezat avaient le même conseiller général. Le nombre de conseillers généraux était limité à 30 par département.
- Les redécoupages des arrondissements intervenus en 1926 et 1942 n'ont pas affecté le canton d'Ennezat.
- À la suite du redécoupage des cantons de 2014, ce canton a été supprimé[1]. Toutes les communes intègrent le canton d'Aigueperse sauf Saint-Beauzire qui intègre le canton de Gerzat.

## Représentation

### Conseillers généraux de 1833 à 2015
| Période | Période           | Identité                                                    | Étiquette         | Qualité |
| ------- | ----------------- | ----------------------------------------------------------- | ----------------- | --- |
| 1833    | 1842              | François Dalmas                                             |                   | Notaire, maire d'Ennezat |
| 1842    | 1845              | Louis Alexandre Tardif (1797-1877)                          |                   | Inspecteur des forêts du Roi |
| 1845    | 1846 (annulation) | Annet Tallon                                                |                   | Avocat, à Riom Élu en 1848 dans le canton de Randan                                                                                 |
| 1846    | 1848              | Louis Alexandre Tardif                                      |                   | Inspecteur des forêts de Son Altesse Royale Adélaïde d'Orléans                                                                      |
| 1848    | 1852              | Henry Gerzat                                                | Républicain       | Propriétaire à Ennezat |
| 1852    | 1870              | Baron Joseph Marie d'Arnoux de Maison-Rouge (1804-1871)     |                   | Maire d'Entraigues |
| 1870    | 1877              | Henry Gerzat                                                | Républicain       | Maire d'Ennezat |
| 1877    | 1889              | François Virevaux                                           | Républicain       | Juge de paix du canton, maire de Saint-Beauzire                                                                                     |
| 1889    | 1895              | Jean Armand Lajaunie                                        | Républicain       | Notaire, maire d'Ennezat |
| 1895    | 1896 (annulation) | Edgard Marie Joseph Philibert Baron de Lauzanne (1848-1922) | Royaliste         | Propriétaire, maire de Clerlande, ancien conseiller d'arrondissement                                                                |
| 1896    | 1898 (démission)  | Jean Armand Lajaunie                                        | Républicain       | Notaire, maire d'Ennezat |
| 1898    | 1907              | Georges Bonnefoy-Germain                                    | Rad.              | Docteur en médecine Maire de Saint-Beauzire, conseiller d'arrondissement                                                            |
| 1907    | 1934 (démission)  | Gabriel Bassin                                              | Rad.              | Médecin à Ennezat |
| 1934    | 1940              | Gilbert Hermille (1889-1978)                                | Soc.ind. puis USR | Négociant, boucher Maire d'Entraigues                                                                                               |
|         |                   |                                                             |                   | |
| 1945    | 1964              | Joseph Dixmier                                              | DVD-CNIP          | Agriculteur Maire de Varennes-sur-Morge (1945-1971) Député (1946-1962)                                                              |
| 1964    | 1988              | Raoul Reynaud                                               | DVD puis UDF-Rad. | Médecin Conseiller municipal d'Ennezat                                                                                              |
| 1988    | 2015              | Claude Boilon                                               | PS puis DVG       | Enseignant 2e vice-président du Conseil général du Puy-de-Dôme Maire de Chappes (1980-2020) Elu en 2015 dans le Canton d'Aigueperse |

### Conseillers d'arrondissement (de 1833 à 1940)
| Période                                  | Période | Identité                                  | Étiquette                      | Qualité |
| ---------------------------------------- | ------- | ----------------------------------------- | ------------------------------ | --- |
| 1833                                     | 1839    | Jean-Baptiste Marnat                      |                                | Juge de paix à Ennezat                                                                                      |
| 1839                                     | 1842    | Gilbert Michelet                          |                                | Juge de paix à Ennezat                                                                                      |
| 1842                                     | 1852    | Camille-Gilbert Chirol                    |                                | Avoué à Riom                                                                                                |
| 1852                                     | 1871    | François-Bertrand-Maurice de La Roussille |                                | Juge de paix à Ennezat                                                                                      |
| 1871                                     | 1877    | Gabriel Virevaux                          |                                | Suppléant du juge de paix, propriétaire à Saint-Beauzire                                                    |
| 1877                                     | 1883    | Edgar-Marie-Joseph-Philibert de Lauzanne  | Royaliste                      | Propriétaire à Clerlande                                                                                    |
| 1883                                     | 1895    | Étienne Tixeront                          |                                | Notaire à Ennezat                                                                                           |
| 1895                                     | 1898    | Georges-Antoine-Adolphe Bonnefoy-Germain  | Républicain                    | Ancien notaire, maire de Saint-Beauzire                                                                     |
| 1898                                     | 1907    | Jean Maridet                              |                                | Expert à Ennezat                                                                                            |
| 1907                                     | 1919    | Émile Massé                               | Radical                        | Avocat puis avoué à la Cour d'Appel de Riom, député de 1928 à 1942                                          |
| 1919                                     | 1940    | Simon Drouillat-Ossaye (1868-1951)        | Action républicaine et sociale | Cultivateur, maire d'Ennezat                                                                                |
| 1940                                     |         |                                           |                                | Les conseils d'arrondissement ont été suspendus par la loi du 12 octobre 1940 et n'ont jamais été réactivés |
| Les données manquantes sont à compléter. |         |                                           |                                | |

## Composition
Le canton d'Ennezat groupait 11 communes et comptait 10 619 habitants en 2012 (population municipale).
| Nom                 | Code Insee | Intercommunalité           | Population (dernière pop. légale) |
| ------------------- | ---------- | -------------------------- | --------------------------------- |
| Ennezat (chef-lieu) | 63148      | CA Riom Limagne et Volcans | 2 496 (2014)                      |
| Chappes             | 63089      | CA Riom Limagne et Volcans | 1 635 (2014)                      |
| Chavaroux           | 63107      | CA Riom Limagne et Volcans | 475 (2014)                        |
| Clerlande           | 63112      | CA Riom Limagne et Volcans | 529 (2014)                        |
| Entraigues          | 63149      | CA Riom Limagne et Volcans | 634 (2014)                        |
| Martres-sur-Morge   | 63215      | CA Riom Limagne et Volcans | 644 (2014)                        |
| Saint-Beauzire      | 63322      | CA Riom Limagne et Volcans | 2 107 (2014)                      |
| Saint-Ignat         | 63362      | CA Riom Limagne et Volcans | 843 (2014)                        |
| Saint-Laure         | 63372      | CA Riom Limagne et Volcans | 638 (2014)                        |
| Surat               | 63424      | CA Riom Limagne et Volcans | 561 (2014)                        |
| Varennes-sur-Morge  | 63443      | CA Riom Limagne et Volcans | 409 (2014)                        |

## Démographie
| 1962  | 1968  | 1975  | 1982  | 1990  | 1999  | 2006  | 2011   | 2012   |
| ----- | ----- | ----- | ----- | ----- | ----- | ----- | ------ | ------ |
| 4 982 | 5 009 | 6 004 | 7 027 | 7 981 | 8 411 | 9 630 | 10 408 | 10 619 |